# Reinhard Schellenberg

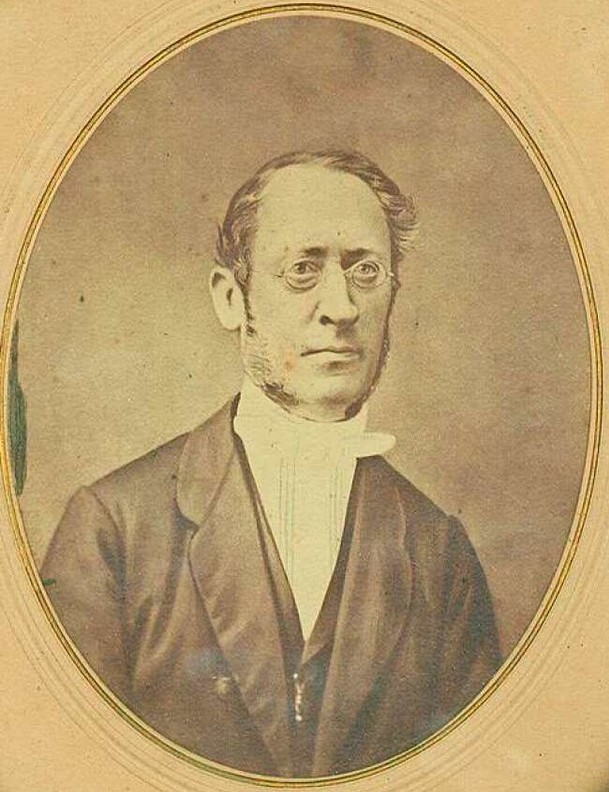
Reinhard Schellenberg

Karl Friedrich Reinhard Schellenberg (* 5. Dezember 1814 in Dinglingen; † 23. Februar 1890 in Karlsruhe) war ein evangelischer Theologe und Mitglied des badischen Oberkirchenrates.

## Leben
Reinhard Schellenberg war ein Mitglied der Pfarrerfamilie Schellenberg. Seine Kindheit verbrachte er in Dinglingen und in Gundelfingen, wo sein Vater Philipp Reinhard Schellenberg ab 1823 Pfarrer war. Auch sein Großvater Johann Georg Schellenberg und dessen Sohn Anton Otto Schellenberg waren Pfarrer.
Schellenberg besuchte das Berthold-Gymnasium Freiburg und das seinerzeit von Jakob Friedrich Theodor Zandt geleitete Karlsruher Lyzeum. 1835 begann er das Studium der Theologie an der Martin-Luther-Universität Halle-Wittenberg. Wie sein mit ihm studierender Bruder Emil Otto zeigte er im Studium gute bis sehr gute Leistungen. Sein weiterer Werdegang zeigt seine Aneignung gemäßigt rationalistischer und aufklärungsoffener Theologie und wohl auch Einflüsse der Lehre von Friedrich Schleiermacher.
Er setzte seine Studien seit dem 8. November 1837 an der Ruprecht-Karls-Universität Heidelberg und nach Ostern 1838 für ein Jahr am Predigerseminar in Heidelberg unter Richard Rothe fort. Letzterer lobte Schellenberg für seine theologischen Kenntnisse, legte ihm perspektivisch allerdings „ein tieferes Eingedrungensein in den Geist der biblischen Lehren und eine einigermaßen allseitige Bekanntschaft mit den jetzt vorzugsweise bedeutsamen theologischen Richtungen“ nahe. Schellenbergs Predigten seien klar, geordnet, herzlich und belebt, sein katechetisches Talent vorhanden, die „Gewandtheit in gemeinfaßlicher Gedankentwicklung“ und „das erweckliche Element“ würden aber fehlen.
Nachdem er 1839 das theologische Staatsexamen bestanden hatte, übernahm ihn die badische Kirche als theologischen Kandidaten. Sein Vater bat die Kirchenleitung um eine zeitige Ordination Reinhards und seines Bruders Emil Otto, die tatsächlich schon am dritten Septembersonntag erfolgte. Nach einer für kurze Zeit angetretenen Vikar-Stelle bei ihrem Vater in Gundelfingen, trennten sich die Wege der zwei Brüder, die ihren bisherigen Lebensweg, vom Hausunterricht bei ihrem Vater über die jeweiligen Studienstation, gemeinsam bestritten haben. 
Reinhard wechselte nach Bahlingen am Kaiserstuhl, wo er den Pfarrer Karl Zittel vertrat, wenn dieser während der Sitzungen der Badischen Ständeversammlung abwesend war. Nach einer Zwischenstation in Freiburg war er 1845–1850 in Lörrach bei Kirchenrat Friedrich Wilhelm Hitzig tätig. Hier unterrichtete er auch am Pädagogium. Aufgrund seines Auftretens während der Badischen Revolution 1848/49 wurde er verdächtigt, mit den Revolutionären zu sympathisieren. Insbesondere eine am 3. Juni 1849 gehaltene Predigt zur Unterstützung der Reichsverfassungskampagne führte zu polizeilichen Untersuchungen. und wurde 1850 nach Buchen versetzt, wo er an der höheren Bürgerschule lehrte. 
1851 wurde er als Pfarrverweser nach Boxberg versetzt und 1853 erhielt er eine ordentliche Pfarrstelle in Weisweil. Seine nächste Station wurde Eberbach, wo er als Stadtpfarrer wirkte, bis er 1864 von der evangelischen Gemeinde Lörrach zum Stadtpfarrer gewählt wurde. Nach zwei Jahren übernahm er auch die Leitung des dortigen Kirchenbezirks. In den innerkirchlichen Auseinandersetzungen der 1860er Jahre war er auf der freisinnigen Seite zu finden. Zu Beginn des Deutsch-Französischen Krieges erklärte Schellenberg von der Kanzel den Krieg gegen den Erbfeind zum „heiligen Krieg“, womit er – wie eine Anzahl anderer Revolutionäre von 1848/49 – im Nationalismus das Heil suchte (durch Einheit zur Freiheit).
1874 wurde er in den badischen Oberkirchenrat berufen. Er wurde hier auch als Prüfer in den Fächern Dogmatik und Philosophie eingesetzt und war maßgeblich am badischen Kirchenbuch von 1877 und der Perikopenordnung von 1881 beteiligt. 1876–1890 war er Vorsteher der Badischen Landesbibelgesellschaft.
Aufgrund gesundheitlicher Probleme ersuchte er 1889 um die Versetzung in den Ruhestand, den er aber nicht lange genießen konnte.
Auch Schellenbergs jüngere Brüder Emil Otto und Oskar waren in der evangelischen Landeskirche Badens tätig und erwarben sich als Stadtpfarrer von Mannheim bzw. Heidelberg einen guten Ruf.

## Ehrungen
1873 wurde er von der Stadt Lörrach zum Ehrenbürger ernannt. 1877 erhielt er den Ehrentitel Geheimer Kirchenrat. 1883 wurde ihm von der theologischen Fakultät der Universität Heidelberg die Ehrendoktorwürde verliehen. Vom Großherzogtum Baden wurde Schellenberg mit dem Orden vom Zähringer Löwen ausgezeichnet, und zwar 1872 mit dem Ritterkreuz 1. Klasse und 1888 mit dem Kommandeurskreuz.

## Werke (Auswahl)
- Die republikanische Schilderhebung des Oberlandes im Lichte der Religion, Lörrach, Gutsch 1848
- Rede am Grabe von Johann Georg Hess, Pfarrer in Grenzach. Lörrach, Gutsch 1865. Volltext
- „Der Krieg, den das deutsche Volk mit seinem Erbfeind zu kämpfen hat, ist ein heiliger Krieg!“ Predigt am Bettag 31. Juli 1870.